# Maria Semple

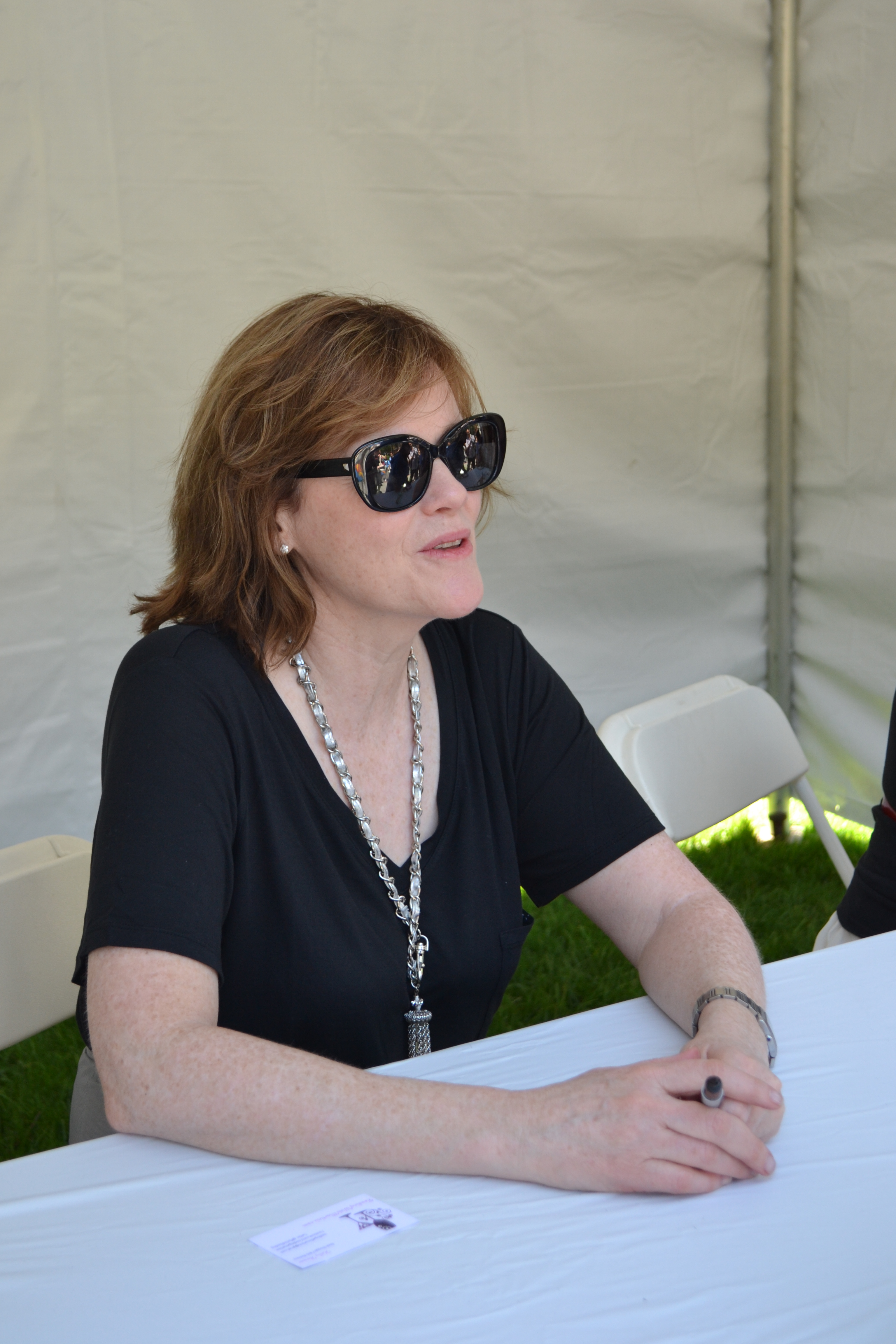
Maria Semple (2013)

Maria Semple (geboren 21. Mai 1964 in Santa Monica, Kalifornien) ist eine US-amerikanische Schriftstellerin und Drehbuchautorin.

## Leben
Maria Semple ist eine Tochter des Drehbuchschreibers Lorenzo Semple junior und wuchs in Spanien, Kalifornien und Colorado auf. Sie studierte Anglistik am Barnard College in New York. Sie begann in Los Angeles als Drehbuchschreiberin für die Fernsehserie Beverly Hills, 90210. Sie schrieb 1994 eine Episode für die Sitcom Ellen, 1996 eine Episode für Die Liebe muß verrückt sein und die Texte für die Staffeln drei und vier von Susan. Für ihre Arbeit bei der Serie Verrückt nach dir wurde sie für einen Emmy nominiert.
2008 erschien mit This One Is Mine ihr erster Roman, im selben Jahr zog sie mit Mann und Kind nach Seattle. Der Umzug gab ihr den gesellschaftlichen Hintergrund für den Roman Where'd You Go, Bernadette, der 2013 für die Shortlist des Baileys Women’s Prize for Fiction nominiert wurde und ein Bestseller wurde. In ihrem 2016 erschienenen Roman Today Will Be Different komprimiert sie die Handlung in einen Tag in Seattle, der (endlich) „anders werden soll“.

## Werke
- This One Is Mine. New York. Little, Brown and Company, 2008, ISBN 978-0-316-03116-5.
- Where'd you go, Bernadette. New York. Little, Brown and Company, 2012, ISBN 978-0-297-86728-9.
  - Wo steckst du, Bernadette?, dt. von Cornelia Holfelder-von der Tann; btb, München 2015, ISBN 978-3-442-74851-8.
- Today Will Be Different. New York. Little, Brown and Company, 2016, ISBN 978-0-316-46623-3.
  - Ab heute wird alles anders, dt. von Cornelia Holfelder-von der Tann; btb, München 2019, ISBN 978-3-442-71726-2.